# Lycaena elunata
Lycaena elunata är en fjärilsart som beskrevs av Nordström 1935. Lycaena elunata ingår i släktet Lycaena och familjen juvelvingar. Inga underarter finns listade i Catalogue of Life.